# Fortescue Bay
Fortescue Bay är en vik i Australien. Den ligger i delstaten Tasmanien, i den sydöstra delen av landet, omkring 60 kilometer sydost om delstatshuvudstaden Hobart.
Genomsnittlig årsnederbörd är 655 millimeter. Den regnigaste månaden är november, med i genomsnitt 117 mm nederbörd, och den torraste är augusti, med 11 mm nederbörd.